# 케이오지 엔터테인먼트
케이오지 엔터테인먼트(KOZ ENTERTAINMENT)는 래퍼이자 프로듀서인 지코가 세븐시즌스와의 계약을 연장하지 않은 뒤 2018년 설립한 대한민국의 연예 기획사이다. KOZ는 ‘King Of the Zungle’의 약자로, 지코는 자신이 설립한 KOZ 엔터인먼트에서 신인 발굴에 힘쓸 것이라고 밝혔다. 11월 18일 하이브가 인수했다.

## 소속 아티스트
| 직업 | 소속 연예인    | 구성원                               | 리더   | 데뷔   | 이전 구성원 |
| ---- | -------------- | ------------------------------------ | ------ | ------ | ----------- |
| 가수 | 지코           | -                                    | -      | 2011년 |             |
| 가수 | 보이넥스트도어 | 성호, 리우, 명재현, 태산, 이한, 운학 | 명재현 | 2023년 |             |

## 과거 소속 아티스트
- 다운

## 과거 연습생
- 김정민 (LOUD: 라우드, PROJECT 7 참가자.)
- 정하준[3]
- 앤톤 (라이즈 멤버)
- 현빈 (NOWADAYS 멤버)